# Pall Mall (cigarette)
Pall Mall (prononciation en anglais : [pæl mæl]) est une marque de cigarettes créée en 1899 par la Butler & Butler Company, basée au Royaume-Uni. La marque est aujourd'hui distribuée par l'entreprise américaine RJ Reynolds Tobacco Company sur le marché américain ; la distribution internationale est du ressort de British American Tobacco. En 2013, ce produit était le plus vendu de l'entreprise RJ Reynolds Tobacco, à égalité avec la marque Camel.

## Historique

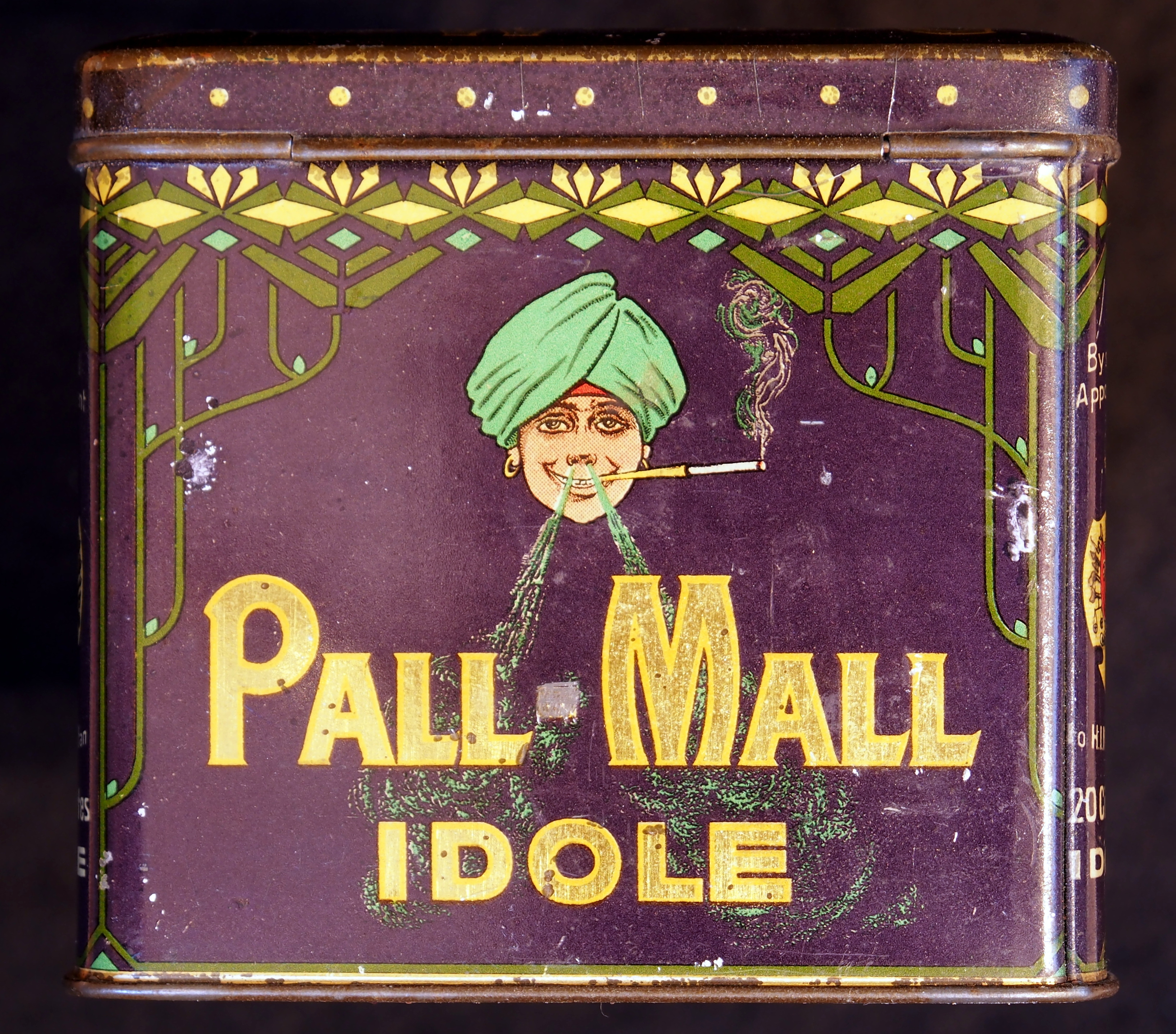
Ancienne boîte utilisée par la marque pour distribuer ses cigarettes.

La marque Pall Mall est créée en 1899 par l'entreprise britannique Butler & Butler. Elle est nommée en référence à la rue londonienne Pall Mall, réputée pour ses gentlemen's clubs.
En 1907, Butler & Butler et toutes les marques de l'entreprise sont rachetées par la American Tobacco Company (en). En 1939, le format de la cigarette est agrandi jusqu'à 85 mm ; ce format king size est devenu le format habituel ; une version 100 mm est lancée en 1966.
En 2014, Pall Mall faisait partie des quatre plus grandes marques de cigarettes du marché américain derrière Marlboro, Newport (en) et Camel.